# Biassini
Biassini es una localidad uruguaya del departamento de Salto. Forma parte del municipio de Rincón de Valentín.

## Geografía
La localidad se ubica en la zona centro del departamento de Salto, sobre la ruta 4, próximo a su empalme con la ruta 31. Aproximadamente 85 km la separan de la capital departamental Salto.

## Población
Según el censo de 2011 la localidad contaba con una población de 345 habitantes.
| 203           | 248 | 283 | 266 | 366 | 345 |
| (Fuente: INE) |     |     |     |     |     |